# Historia polskiego rocka
Historia polskiego rocka – sześcioodcinkowy serial stworzony przez Discovery Historia. Ten cykl filmów dokumentalnych przedstawia dzieje muzyki rockowej w Polsce od 1959 roku do czasów współczesnych. 
31 lipca 2008 roku pierwsze dwa odcinki serialu zostały wyświetlone podczas festiwalu Przystanek Woodstock.
18 listopada 2010 roku film został wydany na formacie DVD wraz z filmami: Beats of Freedom i Wszystko, co kocham

## Odcinki
1. Zakażone piosenki
2. Niedola idola
3. Ku przyszłości
4. Kup!Kultura
5. Teoria hałasu
6. Rockolekcje